# 숭덕사
숭덕사(崇德祠)는 세종특별자치시 도담동에 있는 사당이다. 덕성서원(德星書院)이라고도 한다. 2001년 5월 31일 연기군의 향토유적 제40호로 지정되었다가, 2014년 9월 30일 세종특별자치시의 향토문화유산 제40호로 재지정되었다.

## 개요
숭덕사(崇德寺)는 조선시대 후기의 문신(文臣)이자 학자인 임헌회(任憲晦, 1811~1876)와 그의 제자 전우(田禹, 1841~1922)를 포함하여 모두 7명의 위패(位牌)를 모시고 제사(祭祀)를 지내는 사당(祠堂)이다.
임헌회의 본관은 풍천(豊川), 자(字)는 명로(明老), 호(號)는 고산(鼓山)·전재(全齋)·희양재(希陽齋), 시호는 문경(文敬)이다. 임헌회는 조선 말 충청지역에서 유학을 연구하는 사람 중 가장 영향력이 있는 학자로 꼽힐 만큼 경학(經學)과 성리학(性理學)에 조예가 깊었으며 이이(李珥, 1536~1584)와 송시열(宋時烈, 1607~1689)의 학문적 계보를 이은 것으로 알려져 있다. 여러 차례 관직에 임용되었지만 모두 거절하다가 1865년(고종 2)에 호조참의(戶曹參議)를 지내고 1874년(고종 11)에 이조참판(吏曹參判)에 임명되었으나 사직하였으며, 그 후 대사헌(大司憲), 사성(司成) 등을 역임한 후 낙향하여 후학들을 키웠다. 1876년(고종 13)에 죽은 뒤 내부대신(內部大臣) 관직과 문경이라는 시호를 받았다.
전우의 본관은 담양(潭陽), 자(字)는 자명(子明), 호(號)는 구산(臼山)·추담(秋潭)·간재(艮齋)이다. 1862년(철종 13) 21살에 아산에 있던 임헌회를 찾아가 사제의 연을 맺은 후 임헌회가 죽을 때까지 함께 하였으며, 전통유학사상을 실현시키려 했던 유학자로 평가되고 있다.
1885년(고종 22) 관북(關北)지역의 유림(儒林)들이 함경도 홍원에서 임헌회에 대한 제사를 지내오고 있었는데 남북이 분단됨에 따라 1978년 전국의 유림들이 뜻을 모아 그가 살았던 곳에 사당을 세우게 되었다. 1990년 '德星書院(덕성서원)'을 만들고 사당은 숭덕사라 하였다.숭덕사는 정면 3칸, 측면 2칸의 규모로 겹처마에 맞배지붕을 하고 있으며, 정면에 ‘崇德寺(숭덕사)’라는 현판이 걸려있다. 내부에는 임헌회와 전우, 이재구, 김준영, 이유흥, 조홍순, 임헌찬 일곱 명의 위패가 모셔져 있다. 주변은 삼문(三門)과 낮은 담으로 둘러져 있는데 삼문은 솟을문으로 정면 3칸, 측면 2칸이다.

## 현지 안내문
숭덕사는 임헌회(任憲晦)를 비롯한 전우(田\禹), 이재구(李載九), 김준영(金駿榮), 이유흥(李裕興), 조홍순(趙弘淳), 임헌찬(任憲瓚) 등 일곱 사람의 위패를 모시고 제향하는 사우다. 1885년(고종 22) 관북 지방 유림들이 함경도 홍원에서 임헌회를 제향해 오다 남북 분단 후 1978년 전국 유림의 발기로 그의 유허지가 있는 이곳에 사우를 세우게 되었다. 그 후 1990년 가을에 서원을 건립하고 임헌회의 유허지명을 따라 '덕성서원'이라 이름을 붙이며 사우는 숭덕사(崇德祠)라 하였다.(우리나라의 '서원'은 교육의 공간과 제향의 공간인 사우가 결합된 형태이며, 교육이 이루어지지 않고 단지 제향의 기능만 있다면 '사우'라 한다.)
임헌회는 한말 충청 유학의 거두로 손꼽히는 인물이다. 젊은 시절 2차례 대과 시험에 실패한 후 관직에 마음을 접고 학문에 몰두하며 32세였던 1842년에 홍직필을 스승으로 모셨다. 일찍이 이이와 송시열을 계승하여 주기론을 주장하였고 이항로의 제자인 김평묵과 편지로 논쟁을 벌이기도 하였다. 1858년 경영관, 이조참판 대사헌을 거친 후 후진 양성에 힘썼다. 66세에는 공주 삼기(현 세종시 연기면 방축리)로 이사 와 마을 이름을 '성전(별성, 밭전)'이라 하였고 이해 11월 세상을 떠났다.